# Toos & Henk

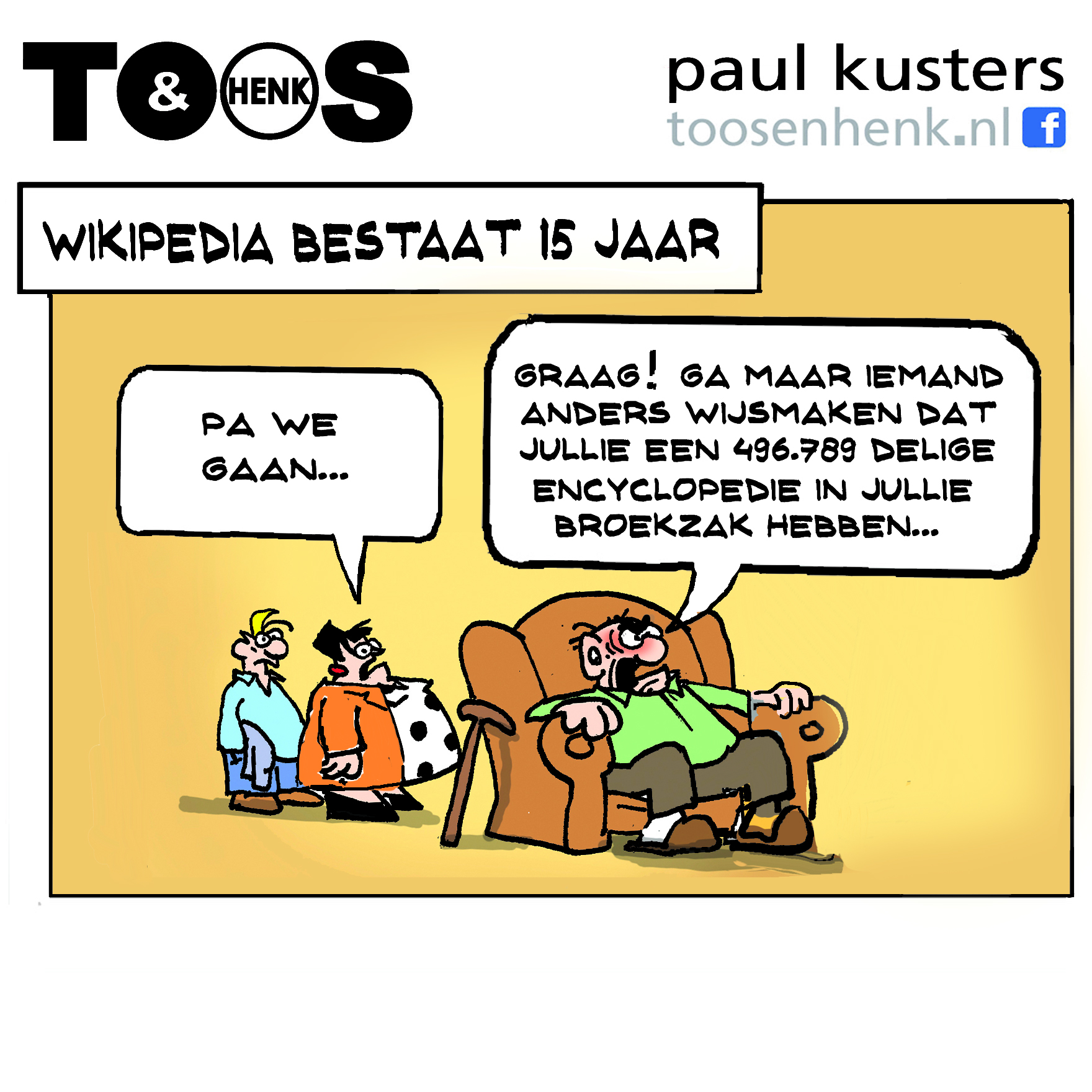
Toos & Henk

Toos & Henk is een creatie van cartoonist Paul Kusters.
De cartoons bestaan uit een enkel plaatje en staan ieder op zichzelf. De twee hoofdpersonen met de namen Toos en Henk vormen een stel, dat te omschrijven valt als min of meer doorsnee voor de Nederlandse samenleving.

## Bladen
Toos & Henk is een dagelijks op de actualiteit gebaseerde cartoonserie die te volgen is in Dagblad de Limburger, Limburgs Dagblad, Brabants Dagblad, De Gooi- en Eemlander, Provinciale Zeeuwse Courant, De Gelderlander, De Twentsche Courant Tubantia, Dagblad van het Noorden, Noordhollands Dagblad, Haarlems Dagblad, Leidsch Dagblad, BN/De Stem, De Stentor en HDC. Toos & Henk is ook te volgen in het kwartaalmagazine PUURZAAM (lifestyle magazine voor vrijdenkers) van de Gulpener Bierbrouwerij BV uit Gulpen, Zuid-Limburg.
Sinds 16 februari 2015 was de cartoon ook te zien op televisie in RTL Late Night.